# Ai-Ai de las Alas
Martina Aileen de las Alas y Hernández de Sibayan (nacida el 11 de noviembre de 1964), popularmente conocida como Ai-Ai de las Alas. Es una comediante, actriz de cine y cantante  filipina. Ha sido nominada por muchos títulos como son  "Comedia Concierto de la Reina", "Tanging Ina" y "Comedia taquilla Reina".  Tiene tres hijos con su exmarido de Miguel Vera.  Es  hija de Rosendo de las Alas (1920-2008). Lanzó su primer álbum con el sello "Star Records" titulado "Ang Tanging Ina Nyo", con seis temas musicales con pistas como "Tanging Ina Nyo", "Volta", "Dance-phabet", "Tong Twalya", "Si Manloloko" y "Súper papá ". El 4 de noviembre de 2014, Ella fue entrevistada por la red "TV Patrol", en un set de filmación para el lanzamiento de su vídeo musical, difundida en horas de la noche del 3 de noviembre del mismo año. Durante el 9 de noviembre en un episodio de ASAP, después de 19 años, se estrenó su canción titulada "Nandito Lang Ako" y reveló que ella se hará cpnocer con su nuevo nombre artístico como ADA. Ella dijo que sus seguidores la apodaron como la Jennifer López ( J.Lo.) de Filipinas.

## Filmografía

### Filmes
| Año  | Título                                                          | Personajes          |
| ---- | --------------------------------------------------------------- | ------------------- |
| 2009 | Ang Tanging Ama                                                 | TBA                 |
| 2009 | BFF (Best Friends Forever)                                      | Frances             |
| 2008 | Ang Tanging Ina N'yong Lahat                                    | Ina                 |
| 2008 | Ikaw Pa Rin, Bongga Ka Boy                                      | Dra. Baby Holmes    |
| 2007 | Pasukob                                                         | Julia San Miguel    |
| 2007 | Ang Cute Ng Ina Mo                                              | Georgia Quizon      |
| 2006 | Bituing Walang Ningning                                         | Adora               |
| 2006 | Kapag Tumibok ang Puso (Not once but Twice)                     | Love                |
| 2005 | Shake, Rattle and Roll 2k5                                      | Ai-Ai de las Alas   |
| 2004 | Volta                                                           | Perla Magtoto/Volta |
| 2003 | Pinay Pie                                                       | Yolly               |
| 2003 | Pakners                                                         | Maui                |
| 2003 | Ang Tanging Ina                                                 | Ina                 |
| 2001 | Booba                                                           | Gretchen/Madame X   |
| 2000 | Bakit Ba Ganyan? (Ewan Ko nga ba, Darling)                      |                     |
| 1999 | Kiss mo 'Ko                                                     | Pola                |
| 1999 | Ms. Kristina Moran, Ang Babaeng Palaban                         |                     |
| 1997 | 'Isang tanong, Isang Sagot                                      |                     |
| 1998 | It's cool bulol                                                 |                     |
| 1994 | Darna: Ang Pagbabalik (también conocida como Darna: The Return) |                     |
| 1994 | Koronang Itim                                                   |                     |
| 1994 | Separada                                                        | Cookie              |
| 1992 | Guwapings: The First Adventure                                  | Vivian              |
| 1992 | Shake, Rattle & Roll IV                                         |                     |
| 1991 | Shake, Rattle & Roll III                                        |                     |
| 1990 | Wooly Booly 2: Ang Titser Kong Alien                            |                     |
| 1990 | Bakit Kay Tagal ng Sandali?                                     |                     |
| 1990 | Rocky n Rolly: Suntok Sabay Takbo                               |                     |
| 1989 | Romeo Loves Juliet... But Their Families Hate Each Other!       |                     |
| 1989 | Wooly Booly: Ang Classmate Kong Alien                           |                     |
| 1989 | Gawa na ang Balang Para sa Akin                                 |                     |
| ???? | Regal Shocker: The Movie                                        |                     |
| ???? | Syanong parak, Mga                                              |                     |
| ???? | Dalawang Larawan ng Pag-ibig                                    |                     |
| ???? | Sana Kahit Minsan                                               |                     |

### Televisión
| Año       | Título                                  | Personajes                     |
| --------- | --------------------------------------- | ------------------------------ |
| 2009      | Sanlakas                                | Volta (special participation)  |
| 2009      | Nagai-Aida                              | TBA                            |
| 2009      | Ruffa & Ai                              | Herself                        |
| 2008      | i love Betty La Fea                     | Julia Pengson (Betty's Mother) |
| 2008      | Volta                                   | Perla/Volta                    |
| 2007      | Princess Sarah                          | Rama Dass                      |
| 2007      | ASAP '07                                | Herself/Host                   |
| 2006      | Love Spell Presents: Pasko Na, Santa Ko |                                |
| 2006-2007 | Super Inggo                             | Bugan                          |
| 2006      | Bituing Walang Ningning                 | Adora                          |
| 2005      | ETK (Entertainment Konek)               | Herself/Host                   |
| 2003-2005 | Ang Tanging Ina                         | Ina                            |
| 2003      | Masayang Tanghali Bayan                 | Herself/Host                   |
| 2001      | Whattamen                               |                                |
| 2000      | Arriba! Arriba!                         | Venus Arriba                   |
| 2000      | Sing-galing                             | Herself/Host                   |
| 1999      | Comedy Central Market                   |                                |
| 1998-2005 | Magandang Tanghali Bayan MTB            | Herself/Host                   |
| 1997      | 1 For 3                                 |                                |
| 1993      | Salo-Salo Together (SST)                | Herself/Host                   |
| 1993      | Lunch Date                              | Herself/Host                   |

## Premios y nominaciones
| Año  | Asociación                           | Premios y nominaciones      | Notas |
| ---- | ------------------------------------ | --------------------------- | --- |
| 2009 | Guillermo Mendoza Awards             | Comedy Box-Office Queen     | The Comedy Queen did not win the Box-Office Queen title, but was given this special award for her achievement.            |
| 2008 | 22nd Star Awards for Television      | Best Comedy Actress Nominee | Although she did'nt get the award, her sitcom Volta became a Regional Semifinalist in the 2008 International Emmy Awards. |
| 2008 | 24th PMPC Star Awards for Movies     | Best Movie Actress          | She won this award for her comedy movie in 2007 Ang Cute Ng Ina Mo.                                                       |
| 2007 | 21st PMPC Star Awards for Television | Best Drama Actress Nominee  | Bituing Walang Ningning which was aired in ABS-CBN paved way for her nomination.                                          |
| 2000 | Star Awards for Television           | Best Gameshow Host          | Singgaling with Allan K (ABC 5) won for her the award.                                                                    |
| 1999 | Star Awards for Television           | Best Comedy Actress         | The TV sitcom "Ibang Klase" with Joey de Leon over GMA-7 won for her the award.                                           |
| 1998 | Star Awards for Television           | Best Comedy Actress         | The sitcom 143 won her this award.                                                                                        |